# Nuremberg Open 1976
Il Nuremberg Open 1976 è stato un torneo di tennis giocato sul sintetico indoor. È stata la 1ª edizione del torneo che fa parte del Commercial Union Assurance Grand Prix 1976. Si è giocato a Norimberga in Germania dall'8 al 14 marzo 1976.

## Campioni

### Singolare maschile
Frew Donald McMillan ha battuto in finale  Thomaz Koch con il punteggio di 2–6 6–3 6–4

### Doppio maschile
Frew Donald McMillan /  Karl Meiler hanno battuto in finale  Colin Dowdeswell /  Paul Kronk con il punteggio di 7–6, 6–4